# Satsanapong Wattayuchutikul
Satsanapong Wattayuchutikul (tiếng Thái: ศาสนพงษ์ วัฒยุชูติกุล, sinh ngày 6 tháng 8 năm 1992) là một cầu thủ bóng đá từ Thái Lan. Hiện tại anh thi đấu cho Ratchaburi Mitr Phol ở Giải bóng đá Ngoại hạng Thái Lan.

## Đời sống cá nhân
Satsanapong thuộc Thiên Chúa giáo và có gốc Trung Quốc.

## Danh hiệu

### Câu lạc bộ
Muangthong United
- Giải bóng đá Ngoại hạng Thái Lan Vô địch (1): 2010